# Raimond VI. z Toulouse
Raimond VI. z Toulouse (okcitánsky Ramon VI de Tolosa, francouzsky Raymond VI de Toulouse, 27. října 1156, Saint-Gilles – 2. srpna 1222, Toulouse) byl hrabě z Toulouse, Saint-Gilles, Rouergue a markýz provensálský. Na svém území nechal Raimund stejně jako jeho otec volně praktikovat příznivce katarské církve, což se mu stalo osudným.

## Život

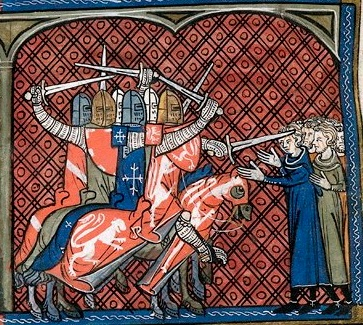
Křižáci vraždí albigenské

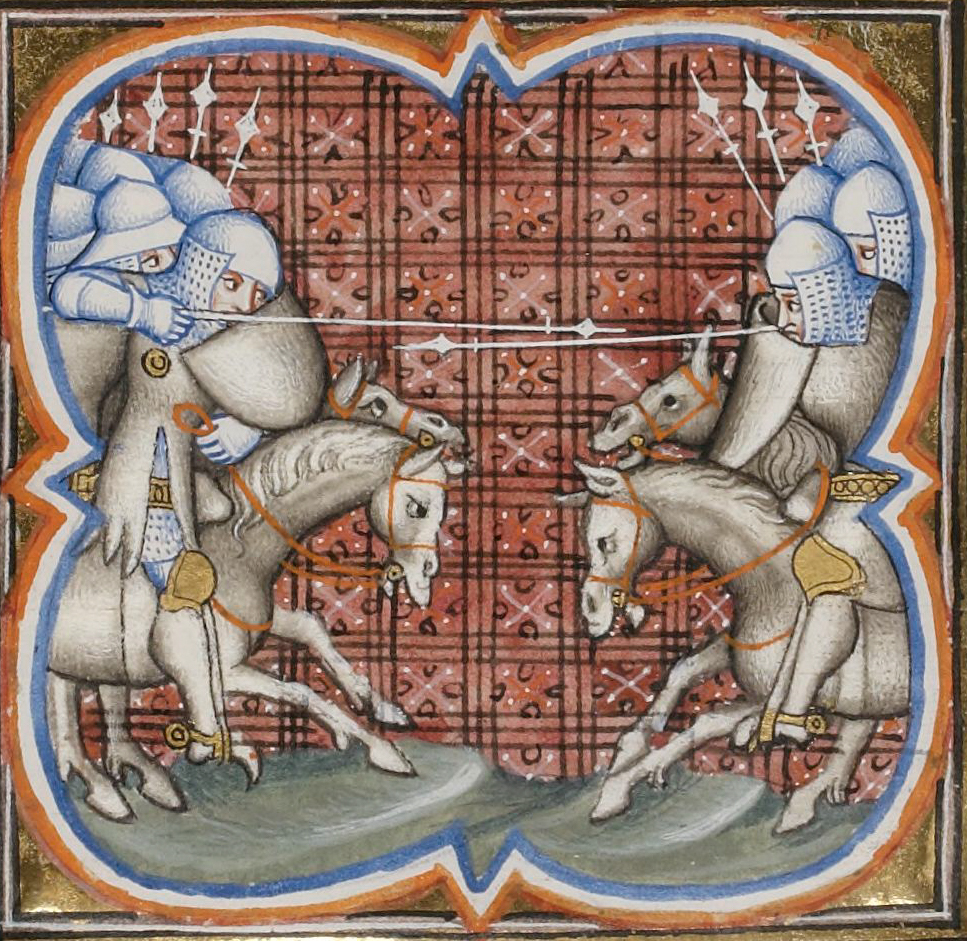
Bitva u Muretu

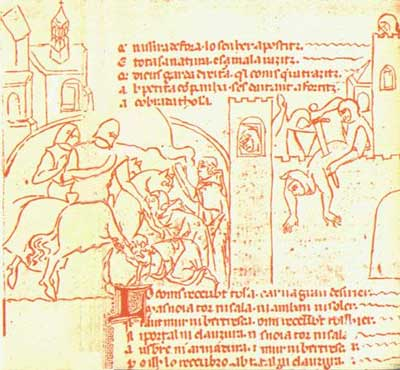
Raimondův triumfální návrat do Toulouse v roce 1217

Narodil se jako syn toulouského hraběte Raimonda V. a jeho manželky Konstancie, dcery francouzského krále Ludvíka VI. Vládu převzal po smrti otce roku 1194 a ihned se mu podařilo zničením kláštera Saint-Gilles popudit proti sobě papeže Celestýna III., který jej exkomunikoval. Celestýnův nástupce Inocenc III. přislíbil Raimundovi zrušení exkomunikace, pokud podpoří křížovou výpravu do Svaté země a boj proti herezi.
Od roku 1204 tak přicházeli do země papežští legáti v podobě cisterciáků a španělských kleriků a snažili se kázáním přesvědčit obyvatelstvo k návratu k víře pravé. V roce 1207 hrabě dostal od papeže výtku, že nedodržuje přísahu, nadržuje herezi a neposlouchá svatého otce. Nad jeho zeměmi byl vyhlášen interdikt, kdy nemohly probíhat bohoslužby a být udělovány svátosti. 14. ledna 1208 byl zabit papežský legát Petr z Castelnau. Vražda se stala důvodem k nové exkomunikaci hraběte a jeho obvinění z hereze, což by znamenalo konfiskaci jeho obrovského majetku pro něj i jeho dědice. Hrabě se pokusil s kurií vyjednat smír a vydal sedm vyžádaných strategicky položených hradů.
Zatímco se chystal na veřejné pokání v Saint-Gilles, tak k papežským výzvám dosud vlažný francouzský král Filip II. dal svolení svým vazalům, aby se zúčastnili křížové výpravy na jih. 18. června 1208 se Raimund veřejně kál, nechal se před opatstvím jen v košili zbičovat a následně byl donucen přislíbit poslušnost vůdcům kruciáty.
| „                      | Slibuji na svatá evangelia poslušnost vůdcům křížové výpravy... chci pečovat o bezpečnost jich samých i jejich vojáků a z nejlepších sil podporovat jejich věc. | “ |
| — Přísaha Raimonda VI. | |   |

Během června 1208 se shromáždilo křižácké vojsko živené přísliby o odpustkách a majetku nevěřích v Lyonu. Raimond se k vojsku připojil ve Valence a vydal jako rukojmího svého syna. Následoval masakr v Béziers a obléhání Carcassonne, jehož kapitulace vyústila ve volbu nového pána zabraného panství, jímž se stal Šimon z Montfortu. Místní vikomt Raimond Roger Trencavel zemřel v listopadu téhož roku ve vězení. Zdá se, že Raimond z Toulouse se během těchto událostí v křižáckém táboře zdržoval, ale aktivně se neúčastnil, což vedlo k jeho dalšímu obvinění, že neplní dané sliby. Marně se pokusil získat na svou stranu krále Filipa II. a při osobní audienci u papeže se dočkal příslibu soudního procesu. Příští dva roky se vyjednávalo a 27. ledna 1211 na koncilu v Montpellieru dostal Raimond od papežských legátů seznam požadavků, které rozhodně nemohl přijmout. Měl se vzdát vlády, vstoupit do rytířského řádu a povinně se zúčastnit kruciát do Svaté země. 15. dubna 1211 byl papežem opět exkomunikován, stáhl se do Toulouse a chystal se na válku, která byla již od počátku křížové výpravy vedena s nevídanou krutostí. Kataři byli hromadně upalováni, mnohá obléhání končila maskarem poražených a to na obou stranách.
| „                                                  | Všichni víte, co ode mně církev požadovala: mám se křižákům ve všem podrobit, všechny pevnosti, hrady a zdi musí padnout, žádný rytíř nesmí bydlet ve městě. Mají se vrátit jako malí sedláci na venkov. Šlechtě nenáleží žádné clo a žádná daň, pouze církev smí požadovat odvody. Montfort a jeho lidé mají právo usazovat se v zemi... Jestliže se nepodrobím, chtějí mne vyhnat jako otroka. | “ |
| — Otevřený lista Raimonda z Toulouse jeho poddaným | |   |

V září 1211 byl Montfortem poražen u Castelnaudary. Rok 1213 mu přinesl dočasnou naději, když papež na základě diplomatického umění aragonského krále Petra II. nařídil Montfortovi, aby vrátil Raimondovi jeho území. Po nátlaku papežských legátů svá nařízení odvolal a Petra II. si v bitvě u Muretu našla smrt. Raimond se spasil útěkem a vyhledal azyl na anglickém dvoře. Papežský legát Petr z Beneventa sice zařídil Raimondovi po návratu roku 1214 zproštění viny, ale země hraběte byly nadále pod nadvládou Šimona z Montfortu a to po lateránském koncilu se souhlasem papeže.
| „              | Raimunda, hraběte z Toulouse, považujeme za viníka ve dvou bodech obžaloby, nadržování heretikům a najímání žoldnéřů. Kromě toho řada skutečností už dlouhou dobu ukazuje, že je neschopný vládnout svým zemím v pravé víře. V těchto zemích má být navždy zbaven moci. Zavazuje se, aby se zdržoval na místě podle své volby mimo tyto země a konal tam spravedlivé pokání. | “ |
| — Inocenc III. | |   |

Do následné vzpoury se zapojil i Raimondův syn a podařilo se mu dobýt Beaucaire. Začal vydávat listiny s tituly, které mu měly náležet. 13. září 1217 Raimond VI. v čele okcitánského vojska hladce vtáhl do svého bývalého města Toulouse a začala horečná výstavba křižáky zbořených hradeb, na níž se podílely všechny vrstvy obyvatelstva. Následovalo dlouhé obléhání. Na začátku června přijel do města Raimond VII. s posilami. 25. června 1218 byl Montfort příhodně zabit kamenem z katapultu. O rok později město marně obléhal francouzský princ Ludvík.
Raimond VI. získal díky oslabení křižáků až do své smrti většinu svého původního území. Zemřel exkomunikovaný v srpnu 1222 přikryt řádovým pláštěm johanitů a byl pohřben do prostého hrobu mimo posvěcenou půdu na pozemku johanitského konventu a ani snaha jeho syna o zproštění klatby nepřinesla žádaný výsledek.

## Rodina
Raimond byl ženatý mnohokrát a zdá se, že své manželky týral. Beatrix z Béziers, která byla v kontaktu s katarským učením, Raimond zapudil, čímž proti sobě popudil Trencavely, své vazaly. Sňatkem s Johanou byl sice zažehnán vleklý konflikt jeho rodu s vládci Akvitánie, ale manželství se stejně jako ta předchozí nepovedlo. Však ještě v době Janina sňatku dvě z jejích předchůdkyň žily, první v klášteře v Albi a druhá zapuzena. Poslední manželkou byla Eleonora, sestra aragonského krále Petra a přestože byla zřejmě neplodná, nebyla svým chotěm zapuzena a zemřela po únoru 1226 jako vdova.